# Euchaetes elegans
Euchaetes elegans là một loài bướm đêm thuộc phân họ Arctiinae, họ Erebidae.